# Miota vacillans
Miota vacillans är en stekelart som först beskrevs av Nixon 1957.  Miota vacillans ingår i släktet Miota, och familjen hyllhornsteklar. Arten är reproducerande i Sverige.